# Saison 3 de Motive
Chronologie
Saison 2 Saison 4
Cet article présente les épisodes de la troisième saison de la série télévisée canadienne Motive.

## Synopsis
Angie Flynn est une mère célibataire qui fait partie de la brigade criminelle de la police de Vancouver. La particularité de cette série réside dans le fait que l'on connaisse dès le début les assassins et les victimes. Donc même si les enquêtes sont traditionnelles, c'est le mobile du crime que l'on découvre au fur et à mesure de l'épisode, notamment à travers des flashbacks qui nous éclairent sur la vie et les motivations des protagonistes.

## Distribution

### Acteurs principaux
- Kristin Lehman (VF : Dominique Vallée) : détective Angela « Angie » Flynn
- Louis Ferreira (VF : Marc Saez) : détective Oscar Vega
- Lauren Holly (VF : Élisabeth Wiener) : Dr Betty Rogers
- Warren Christie : Sergeant Mark Cross
- Brendan Penny (VF : Thomas Roditi) : détective Brian Lucas

### Acteurs récurrents
- Roger Cross (VF : Daniel Lobé) : sergent Boyd Bloom (épisodes 1 et 4)
- Luisa D'Oliveira : Maria Snow[1] (9 épisodes)
- Richard de Klerk : Robert Montgomery (5 épisodes)
- Francis X. McCarthy (en) : Henry Guenther (5 épisodes)
- Victor Garber : Neville Montgomery[1] (4 épisodes)

### Invités
- Jessica Lowndes : London Montgomery[1] (épisode 1)
- David Lewis : Sergeant Gavin Saunders (épisodes 8, 9 et 13)
- Dimitri Vantis : Crane (épisodes 8, 9 et 13)
- Shaker Paleja : Dr Pardeep (épisodes 8 et 12)
- Douglas Chapman : Dr Ronald Hanlon (épisode 11)
- Jeffrey Nordling : Deputy Chief Earl Halford (épisodes 12 et 13)

## Liste des épisodes

### Épisode 1:Abstinence
- Canada : 8 mars 2015 sur CTV[2]
- France : 3 août 2020 sur France 2

- Canada : 1,29 million de téléspectateurs[3],[4] (première diffusion + différé 7 jours)
- France : 2,79 millions de téléspectateurs[5] (première diffusion)

- La victime est London Montgomery (Jessica Lowndes), une riche héritière qui fait la une de la presse people.
- Le tueur est Derek Caster (Kyle Schmid), un des hommes de mains du père de London.

### Épisode 2:Bien sous tous rapports
- Canada : 15 mars 2015 sur CTV
- France : 3 août 2020 sur France 2

- Canada : 0,86 million de téléspectateurs
- France : 2,25 millions de téléspectateurs[5] (première diffusion)

- La victime est Erica Grey (Bonnie Somerville), une call-girl.
- Le tueur est Stéphanie Carson (Ally Sheedy), une conseillère en placements.

### Épisode 3:Les Abysses
- Canada : 22 mars 2015 sur CTV
- France : 10 août 2020 sur France 2

- Canada : 1,15 million de téléspectateurs[6] (première diffusion + différé 7 jours)
- France : 2,49 millions de téléspectateurs[7] (première diffusion)

- La victime est Jeff Armstrong (Ben Hollingsworth), un instructeur de plongée.
- Le tueur est Robin Gould (Alexis Bledel), une employée dans un cabinet d'architecture.

### Épisode 4:Prison de verre
- Canada : 29 mars 2015 sur CTV
- France : 10 août 2020 sur France 2
- Suisse : date inconnue

- Canada : 1,46 million de téléspectateurs[8] (première diffusion + différé 7 jours)
- France : 2,27 millions de téléspectateurs[7] (première diffusion)

- La victime est Peter Glass (John Cassini (en)), un consultant en sécurité numérique.
- Le tueur est Wayne Hobbs (Dylan Walsh), un charpentier.

### Épisode 5:Fleur vénéneuse
- Canada : 5 avril 2015 sur CTV
- France : 17 août 2020 sur France 2

- France : 2,37 millions de téléspectateurs[9] (première diffusion)

- La victime est Lee Ward (Brandon Jay McLaren), un braqueur de fourgon.
- Le tueur est Ella Rollins (Meaghan Rath), une fleuriste.

### Épisode 6:Contagion
- Canada : 12 avril 2015 sur CTV
- France : 17 août 2020 sur France 2

- Canada : 1,34 million de téléspectateurs[10] (première diffusion + différé 7 jours)
- France : 1,88 million de téléspectateurs[9] (première diffusion)

- La victime est Perry Doyle (Ashton Holmes), un artiste de rue.
- Le tueur est Wesley Hillridge (Brendan Meyer), un lycéen de 14 ans.

### Épisode 7:Erreur de pilotage
- Canada : 19 avril 2015 sur CTV
- France : 24 août 2020 sur France 2

- Canada : 1,28 million de téléspectateurs[11] (première diffusion + différé 7 jours)
- France : 2,61 millions de téléspectateurs[12] (première diffusion)

- La victime est Chelsea Richmond (Sonja Bennett), une chef pâtissière américaine.
- Le tueur est Brad Calgrove (Chris Klein), un pilote d'avion.

### Épisode 8:Revers de fortune
- Canada : 26 avril 2015 sur CTV
- France : 24 août 2020 sur France 2

- Canada : 1,44 million de téléspectateurs[13] (première diffusion + différé 7 jours)
- France : 2,18 millions de téléspectateurs[12] (première diffusion)

- La victime est Ginelle Mercier (Agam Darshi), une voyante.
- Le tueur est Joe Hillis (C. Thomas Howell), le propriétaire d'une brasserie.

### Épisode 9:Meilleures ennemies
- Canada : 3 mai 2015 sur CTV
- France : 26 juillet 2021 sur France 2

- Canada : 1,05 million de téléspectateurs
- France : 2,60 millions de téléspectateurs[14] (première diffusion)

- La victime est Nikka Reid (Katie Boland), l'assistante d'un célèbre photographe.
- Le tueur est Stacy Lawford (Kacey Rohl), une journaliste sur un site people.

### Épisode 10:Purgatoire
- Canada : 10 mai 2015 sur CTV
- France : 26 juillet 2021 sur France 2

- Canada : 1,23 million de téléspectateurs[15] (première diffusion + différé 7 jours)
- France : 2,02 millions de téléspectateurs[14] (première diffusion)

- La victime est Garrison Osgood (Chris William Martin), un chirurgien esthétique.
- Le tueur est Ashley Kirkwell (Kathleen Munroe), une ancienne prisonnière.

### Épisode 11:Une vertu cardinale
- Canada : 24 mai 2015 sur CTV
- France : 2 août 2021 sur France 2

- Canada : 1,21 million de téléspectateurs[16] (première diffusion + différé 7 jours)
- France : 2,11 millions de téléspectateurs[17] (première diffusion)

- La victime est Ken Leung (Terry Chen), un des chefs de la triade chinoise.
- Le tueur est Charlie Monahan (Chad Faust), un assistant social.

### Épisode 12:Assurance
- Canada : 31 mai 2015 sur CTV
- France : 2 août 2021 sur France 2

- Canada : 1,04 million de téléspectateurs[18] (première diffusion + différé 7 jours)
- France : 1,7 million de téléspectateurs[17]

- La victime est Rick Wyatt (Charles Martin Smith), un expert en assurances.
- Le tueur est Lawrence Frampton (Billy Boyd), un agent de recouvrement.

### Épisode 13:L'Affaire Maria Snow
- Canada : 7 juin 2015 sur CTV
- France : 9 août 2021 sur France 2

- Canada : 1,22 million de téléspectateurs[19] (première diffusion + différé 7 jours)
- France : 2,13 millions de téléspectateurs[20] (première diffusion)

- La victime est Maria Snow (Luisa D'Oliveira), une employée de bureau.
- Le tueur est Neville Montgomery (Victor Garber), un riche homme d'affaires.